# Carlo Massullo
Carlo Massullo   (Roma, 13 d'agost de 1957)és un pentatleta modern italià, ja retirat, guanyador de cinc medalles olímpiques.

## Carrera esportiva
Va participar, als 26 anys, als Jocs Olímpics d'Estiu de 1984 realitzats a Los Angeles (Estats Units), on va aconseguir guanyar la medalla d'or en la prova masculina per equips i la medalla de bronze en la prova individual. En els Jocs Olímpics d'Estiu de 1988 celebrats a Seül (Corea del Sud) va aconseguir dues medalles de plata en les proves individual i per equips. En els Jocs Olímpics d'Estiu de 1992 celebrats a Barcelona (Catalunya), en la seva última participació olímpica, va aconseguir guanyar la medalla de bronze en la prova per equips i finalitzà dotzè en la prova individual.
Al llarg de la seva carrera ha guanyat quatre medalles en el Campionat del Món de pentatló modern, dues d'or i dues de bronze. El 2015 fou guardonat amb el Collar d'or al mèrit esportiu.